# Championnat d'Europe de course scratch féminin
Pour les articles homonymes, voir Championnat d'Europe de course scratch.
Le Championnat d'Europe de course scratch féminin est le championnat d'Europe de course scratch organisé annuellement par l'Union européenne de cyclisme dans le cadre des championnats d'Europe de cyclisme sur piste élites.

## Palmarès
| Année | Or                | Argent             | Bronze             |
| ----- | ----------------- | ------------------ | ------------------ |
| 2014  | Evgenia Romanyuta | Laurie Berthon     | Elena Cecchini     |
| 2015  | Laura Trott       | Kirsten Wild       | Roxane Fournier    |
| 2016  | Aušrinė Trebaitė  | Elinor Barker      | Kirsten Wild       |
| 2017  | Trine Schmidt     | Tetyana Klimchenko | Evgenia Augustinas |
| 2018  | Kirsten Wild      | Emily Kay          | Jolien D'Hoore     |
| 2019  | Emily Nelson      | Shannon McCurley   | Maria Martins      |
| 2020  | Martina Fidanza   | Hanna Tserakh      | Tetyana Klimchenko |
| 2021  | Katie Archibald   | Valentine Fortin   | Daria Pikulik      |
| 2022  | Anita Stenberg    | Jessica Roberts    | Nikola Wielowska   |
| 2023  | Maria Martins     | Eukene Larrarte    | Daria Pikulik      |
| 2024  | Clara Copponi     | Lani Wittevrongel  | Martina Fidanza    |
| 2025  | Martina Fidanza   | Lorena Wiebes      | Maria Martins      |

## Tableau des médailles
| Rang  | Nation          | Or | Argent | Bronze | Total |
| ----- | --------------- | -- | ------ | ------ | ----- |
| 1     | Grande-Bretagne | 3  | 3      | 0      | 6     |
| 2     | Italie          | 2  | 0      | 2      | 4     |
| 3     | France          | 1  | 2      | 1      | 4     |
| 3     | Pays-Bas        | 1  | 2      | 1      | 4     |
| 5     | Portugal        | 1  | 0      | 2      | 3     |
| 6     | Russie          | 1  | 0      | 1      | 2     |
| 7     | Danemark        | 1  | 0      | 0      | 1     |
| 7     | Lituanie        | 1  | 0      | 0      | 1     |
| 7     | Norvège         | 1  | 0      | 0      | 1     |
| 10    | Ukraine         | 0  | 1      | 1      | 2     |
| 11    | Belgique        | 0  | 1      | 1      | 2     |
| 12    | Irlande         | 0  | 1      | 0      | 1     |
| 12    | Biélorussie     | 0  | 1      | 0      | 1     |
| 12    | Espagne         | 0  | 1      | 0      | 1     |
| 15    | Pologne         | 0  | 0      | 3      | 3     |
| Total | Total           | 12 | 12     | 12     | 36    |